# Il castello di Llyr
Il castello di Llyr (titolo originale: The Castle of Llyr) è un romanzo fantasy per ragazzi, pubblicato nel 1966. È il terzo volume della saga de Le cronache di Prydain, scritta dallo statunitense Lloyd Alexander, ed è preceduto da Il calderone nero e seguito da Taran il girovago.

## Trama
Sono trascorsi un anno e mezzo dagli eventi narrati in Il calderone nero. Eilonwy è ormai una ragazza e, essendo del sangue nobile di Llyr, l'anziano Dallben decide di inviarla presso i sovrani dell'Isola di Mona, perché riceva un'educazione adeguata. Taran e Gurgi la accompagnano e fanno la conoscenza del principe Rhun, figlio del re di Mona, un giovane ingenuo e sbadato. Taran, che lentamente si rende conto di amare Eilonwy, matura una forte gelosia contro Rhun, i cui genitori progettano di farlo sposare con la principessa.
Su Mona Taran si imbatte anche nel suo amico bardo Fflewddur Flam e in un calzolaio, che si rivela essere il principe Gwydion in incognito. Quest'ultimo spiega a Taran di temere per Eilonwy, perché la strega Achren, dalla quale la principessa era scappata in Il libro dei tre, potrebbe rifarsi viva, perché dalla casata di Llyr sono in passato stati generati maghi molto potenti, per cui Eilonwy potrebbe essere la chiave per restaurare l'antico potere di Achren su Prydain. Di questi timori il giovane non mette al corrente l'amica, volendola proteggere, ma lei fraintende il suo silenzio e lo accusa di averla sempre detestata e di non vedere l'ora che le loro strade si dividano. Invero, di lì a poco Eilonwy viene rapita da Magg, maggiordomo dei re di Mona, ma al soldo di Achren. Il principe Rhun si pone immediatamente a capo delle ricerche, ma a sua insaputa suo padre, re Rhuddlum, conscio della sua goffaggine, affida le sorti dell'impresa proprio a Taran. Sia pure a malincuore, l'assistente-guardiano dei maiali accetta.
Il gruppo finisce prima tra gli artigli di Llyan, una gatta più grossa di un cavallo, e poi, per causa della sbadataggine di Rhun, in una caverna, ove incontrano il gigante Glew. Quest'ultimo gli spiega di essere in realtà un uomo normale, solo molto basso, che si cimentò con la magia per accrescere le proprie dimensioni, delle quali si vergognava, con esiti insperati: prima ingigantì la sua gatta domestica Llyan, poi sé stesso, ma, inseguito dal furibondo animale mentre la pozione ancora faceva il suo corso, finì nella caverna, dalla quale adesso non riesce più ad uscire perché troppo grosso. Glew cattura i protagonisti, spiegando che occorre la vita di uno di loro per preparare un antidoto e tornare libero, e Rhun, confessando tristemente di essere conscio della propria incapacità e di non credere di riuscire a salvare Eilonwy né a governare Mona, si offre di sacrificarsi, in cambio della libertà per i compagni. Ma grazie ad un colpo a sorpresa contro il finto gigante, tutti quanti gli amici riescono ad evadere vivi dalla caverna. Glew verrà in seguito ridotto alle sue dimensioni originarie e liberato dal mago Dallben.
Guidati da Gwydion, i compagni raggiungono le rovine del castello di Caer Colur, antica sede della casata di Llyr e ora nascondiglio di Achren. Taran vi si introduce di soppiatto e trova Eilonwy, ma la ragazza è sotto l'effetto della magia di Achren, sicché non lo riconosce e dà l'allarme, facendo catturare i protagonisti. Alla strega però occorrono ancora un libro magico e la sfera dorata di Eilonwy (il Pelydryn) per completare il rituale e destare nella principessa i poteri dei suoi antenati, e per ottenerli offre a Taran di restituire ad Eilonwy la memoria e farla ritornare da lui a rituale concluso. Prima che il ragazzo possa rispondere, a sorpresa Gwydion rivela spontaneamente dove i due oggetti si nascondono. Ma quando Achren li mette nelle mani di Eilonwy, questa riesce a liberarsi da sola dall'incantesimo e, tramite il suo Pelydryn, incenerisce il libro, rinunciando per sempre ai propri poteri. Frattanto l'infido servitore Magg, inteso che la strega non lo avrebbe ricompensato come sperava, scappa dal castello spalancando le chiuse che lo riparavano dall'acqua marina, la quale invade Caer Colur e lo fa sprofondare. Achren, vistasi sconfitta definitivamente, maledice Gwydion e fa per uccidersi, ma il principe glielo impedisce. Di tutta l'eredità della sua casata, ad Eilonwy non resta che un corno da cerimonia, che consegna in dono a Taran.